# 代国 (战国)

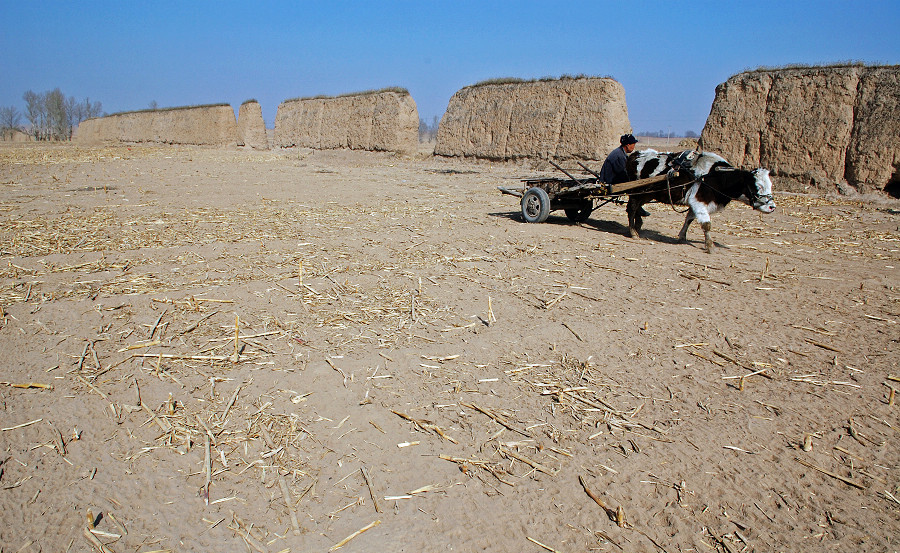
代王城的残墙

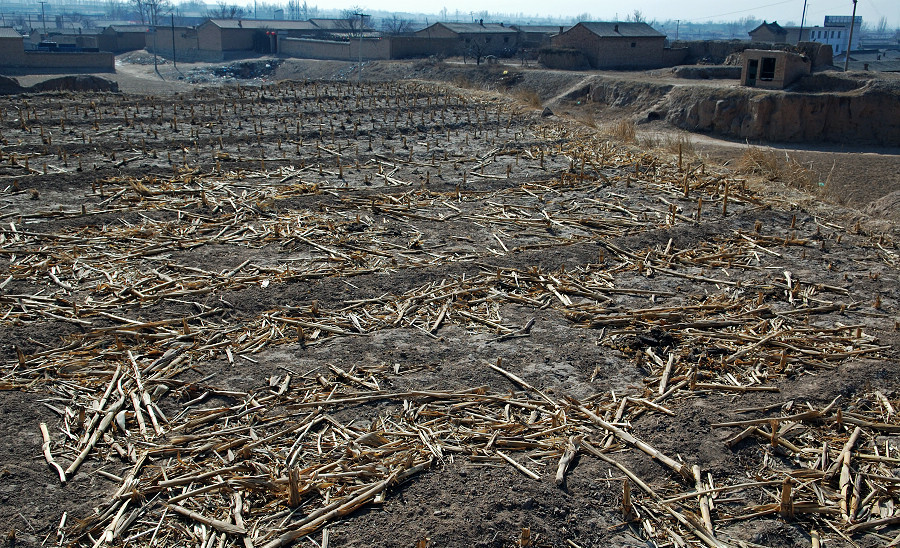
代王城遗址

代国（前228年—前222年）是中国战国时期的一个短命国家，为赵国的残存国家。前228年（赵幽缪王八年，秦王政十九年），秦国占领赵国都城邯郸，赵幽缪王的哥哥赵嘉率领宗族数百人逃往代郡（今河北省张家口市蔚县一带），在那里被逃亡的赵国众大夫拥立为代王，建立代国。代国与东边的燕国合兵一处，驻扎在上谷。前222年（代王嘉六年，秦王政二十五年），秦国将领王贲率领大军先灭掉燕国，又灭掉代国，俘获代王嘉。代国的都城遗址位于今河北省张家口市蔚县，称为“代王城”。